# Washington Square Park
Washington Square Park es un parque de la ciudad de Nueva York, situado en el sur de la isla de Manhattan. Cercano a la Universidad de Nueva York en el barrio de Greenwich Village, ha sido un sitio tradicional de encuentros, mítines políticos, protestas y también de actividades culturales.
Fue inaugurado en 1826, sobre el emplazamiento de un antiguo cementerio extramuros.

## Descripción
Washington Square es una de las zonas más populares del sur de Manhattan, la gente pasea y le sirve de punto de encuentro. El parque tiene poca zona verde, algunos árboles y parterres de flores. El parque está equipado con tableros de ajedrez, donde se realizan partidas públicas.  Está casi totalmente pavimentado, pero posee algunas estatuas y monumentos:

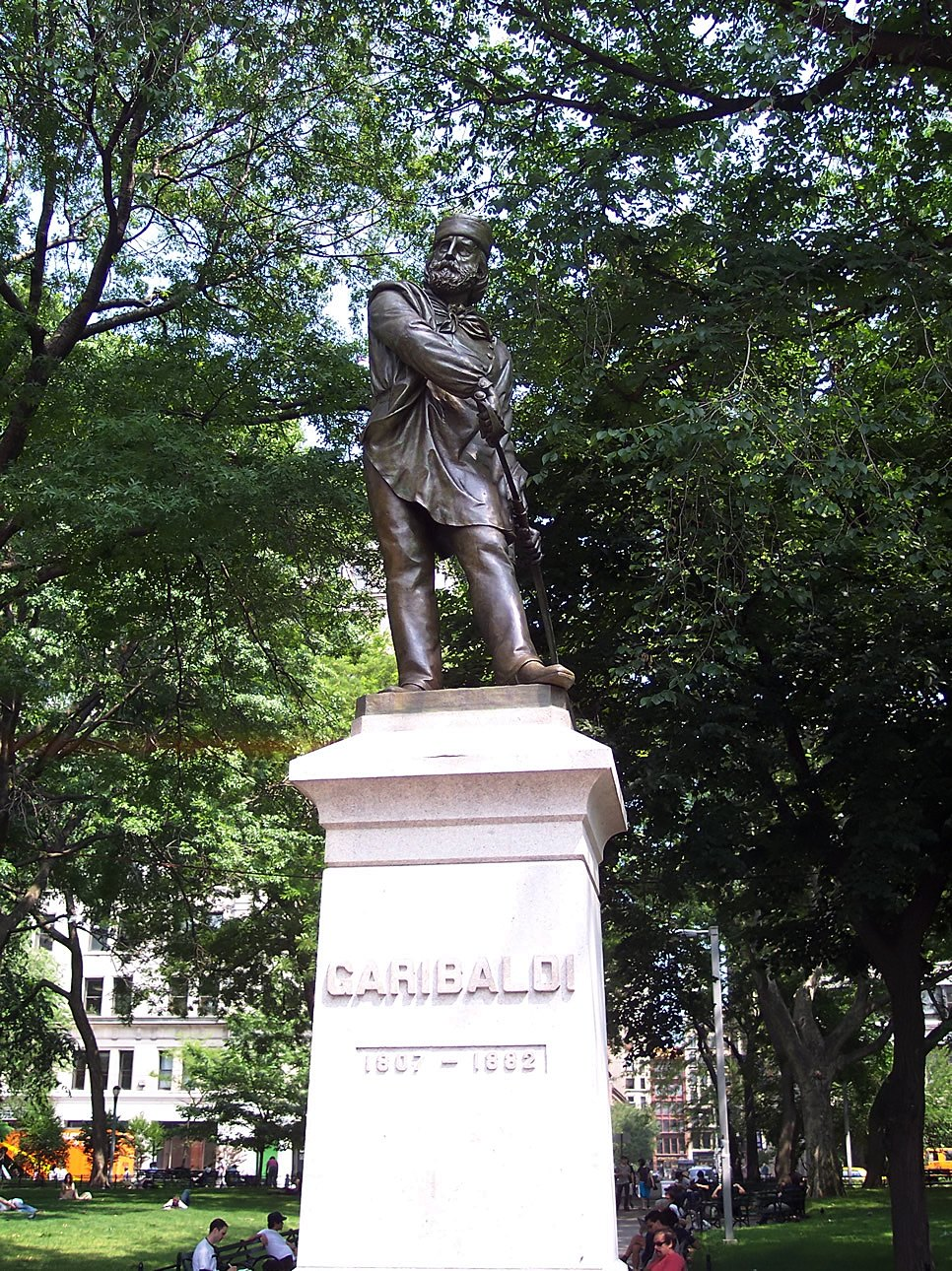
La estatua de Garibaldi.

- El Arco de Washington Square es un arco de triunfo, verdadero símbolo del parque, erigido en 1889 para conmemorar el centenario de la presidencia de George Washington, cuya toma de posesión fue en Nueva York, entonces capital de la nación. Originalmente construido con madera y yeso, fue reedificado en mármol entre 1890 y 1895, a partir de diseños de Stanford White. Posteriormente, entre los años 1916 a 1918, se añadieron esculturas suplementarias. Actualmente, los estudiantes de la Universidad de Nueva York desfilan bajo el arco durante la ceremonia de entrega de diplomas. El arco ha sido objeto de una renovación entre 2002 y 2004, con un presupuesto de 2,7 millones de dólares.[1]
- Una fuente rodeada de estanques.
- Una estatua de Giuseppe Garibaldi realizada por Giovanni Turini, ofrecida por la colectividad italiana de la ciudad.

## Origen
El parque se encuentra ubicado en un área cercana al, hoy desaparecido, arroyo Minetta (Minetta's Creek).
Antes del siglo XVII, existió un pequeño poblado indígena en el lugar. Más tarde, durante la colonización holandesa, se usó como terreno agrícola. A finales de ese siglo, fue entregado a esclavos liberados, pero ligados por contrato a la Compañía Holandesa, para crear una zona tapón, poblada por africanos, entre los asentamientos indígenas y los europeos. 
La zona se utilizó como campo de maniobras para las milicias locales hasta abril de 1797, cuando el Concejo Municipal de Nueva York compró el campo al este del arroyo Minetta (que aún no estaba dentro de los límites de la ciudad) para utilizarlo como cementerio. Se utilizó principalmente para enterrar a personas desconocidas o indigentes. Sin embargo, cuando tuvo lugar la epidemia de fiebre amarilla en el siglo XIX, la mayoría de los que murieron como consecuencia de la enfermedad también se enterraron aquí. Seguramente se escogería la opción de este cementerio "fuera de la ciudad" como medida de higiene.
Una leyenda en las guías turísticas dice que el olmo grande en la esquina noroeste del parque, el Olmo de los ahorcados (Hangman's Elm), fue un viejo árbol usado para ahorcar. Por desgracia para la leyenda, el árbol estaba en el lado equivocado del antiguo Minetta's Creek, donde había un jardín trasero de una casa privada. Existen registros de un solo ahorcamiento público en el cementerio. Dos testigos del hecho difieren en cuanto a la ubicación de la horca. Uno dijo que estaba donde actualmente se encuentra la fuente, y el otro la ubicó más cerca de donde el arco está ahora.
El cementerio fue cerrado en 1825, y a día de hoy quedan más de 20.000 cuerpos bajo Washington Square.